# Timbío
Timbío – miasto w Kolumbii, w departamencie Cauca.